# Drahonice
Drahonice jsou obec v okrese Strakonice v Jihočeském kraji. Leží asi osm kilometrů severozápadně od Vodňan. Vesnicí prochází silnice č. 22 ze Strakonic do Vodňan. Žije zde 413 obyvatel.

## Historie
První písemná zmínka o Drahonicích pochází z roku 1240. Ve středověku patřily několika majitelům. Starší dějiny Drahonic (do zrušení podanství v roce 1848) jsou spjaty s historii drahonické tvrze a s historií drahonického zámku. V roce 1700 zakoupili ves s tvrzí Schwarzenbergové, ve druhé polovině 18. století zpustlý areál tvrze nechali zbourat (zachovala se jen věž a část hradby). V druhé polovině 18. století byl areál tvrze zbořen a byl nahrazen barokním zámkem.

## Obyvatelstvo
| Rok            | 1869 | 1880 | 1890 | 1900 | 1910 | 1921 | 1930 | 1950 | 1961 | 1970 | 1980 | 1991 | 2001 | 2011 | 2021 |
| -------------- | ---- | ---- | ---- | ---- | ---- | ---- | ---- | ---- | ---- | ---- | ---- | ---- | ---- | ---- | ---- |
| Počet obyvatel | 670  | 663  | 611  | 631  | 681  | 675  | 613  | 485  | 489  | 428  | 424  | 365  | 370  | 348  | 389  |
| Počet domů     | 73   | 81   | 81   | 83   | 97   | 95   | 109  | 111  | 114  | 112  | 111  | 129  | 145  | 149  | 159  |

## Obecní správa

### Místní části
Obec Drahonice se skládá ze dvou částí na dvou stejnojmenných katastrálních územích.
- Drahonice
- Albrechtice

### Obecní symboly
Znak a vlajka byly obci uděleny rozhodnutím předsedkyně Poslanecké sněmovny Parlamentu České republiky dne 12. dubna 2013.

## Pamětihodnosti
- V jihozápadní části vesnice stojí drahonická tvrz ze 14. století. Jediným jejím pozůstatkem je dvoupatrová válcová věž se střílnovými okénky, krakorci a částí portálu.[10]
- V blízkosti věže se nachází barokní zámeček s velkým dvorcem; v části zámečku je penzion.[11]
- Socha sv. Václava z 18. století.
- Na návsi se nachází kaple z roku 1840; před kaplí je osazen krucifix.
- Památkově chráněny jsou usedlosti čp. 10, 34, 46 a 47

## Osobnosti
- Jan Řežábek (1852–1925), ředitel obchodní akademie v Praze, zeměpisec a překladatel[12]
- Karel Andrlík (1861–1931), chemik, profesor cukrovarnictví na pražské ČVUT

## Galerie

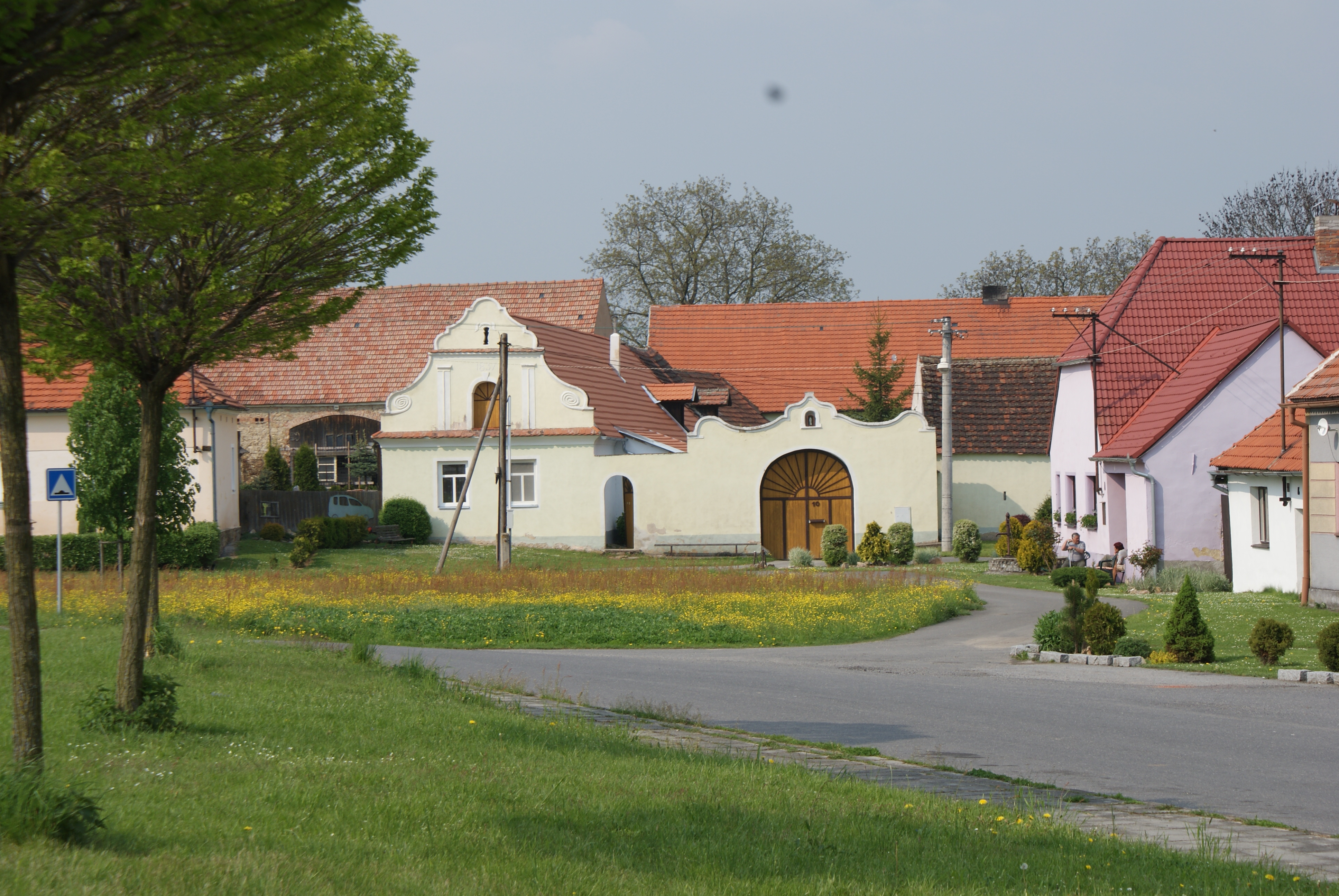
Dům ve stylu selského baroka na návsi
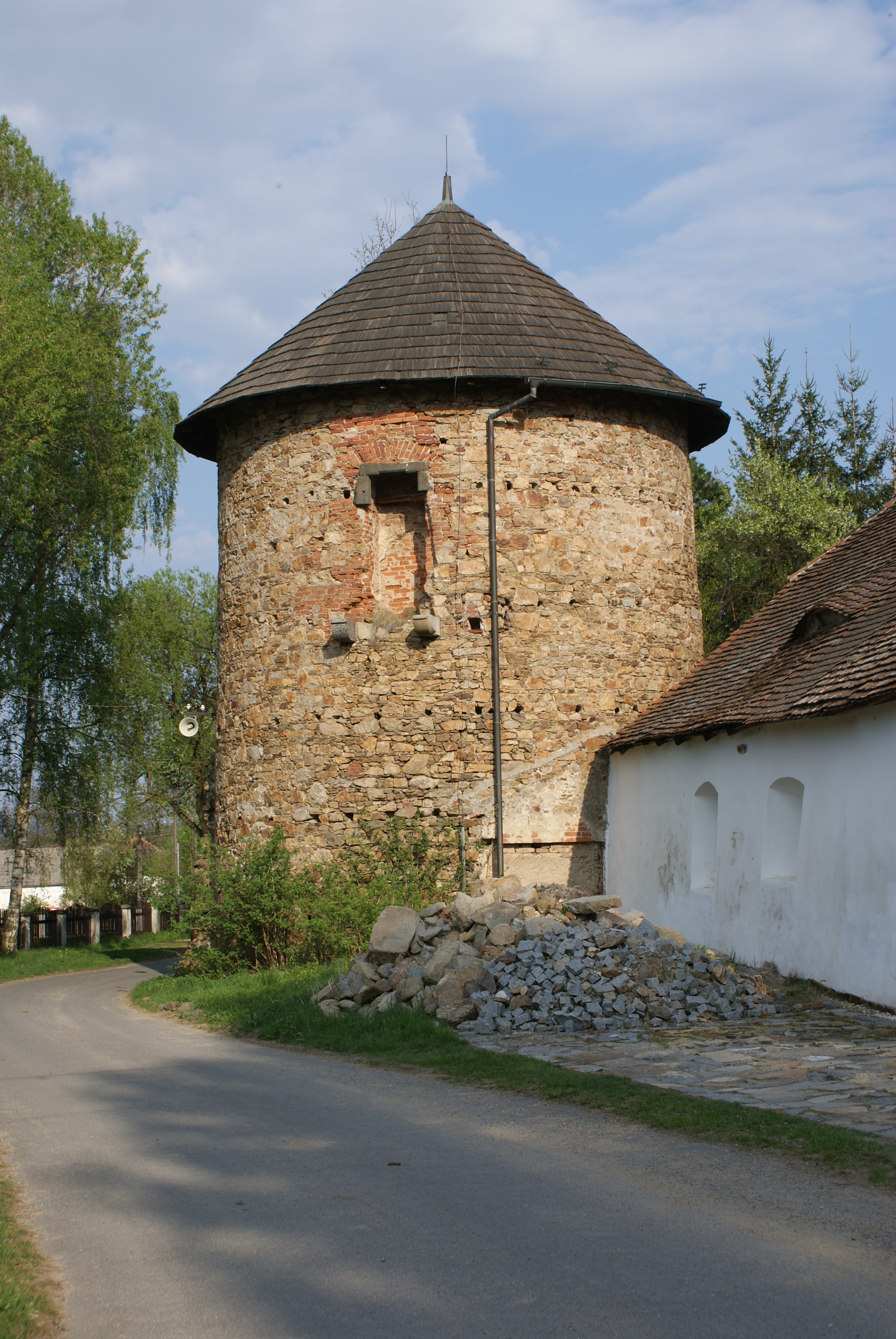
Věž původní středověké tvrze
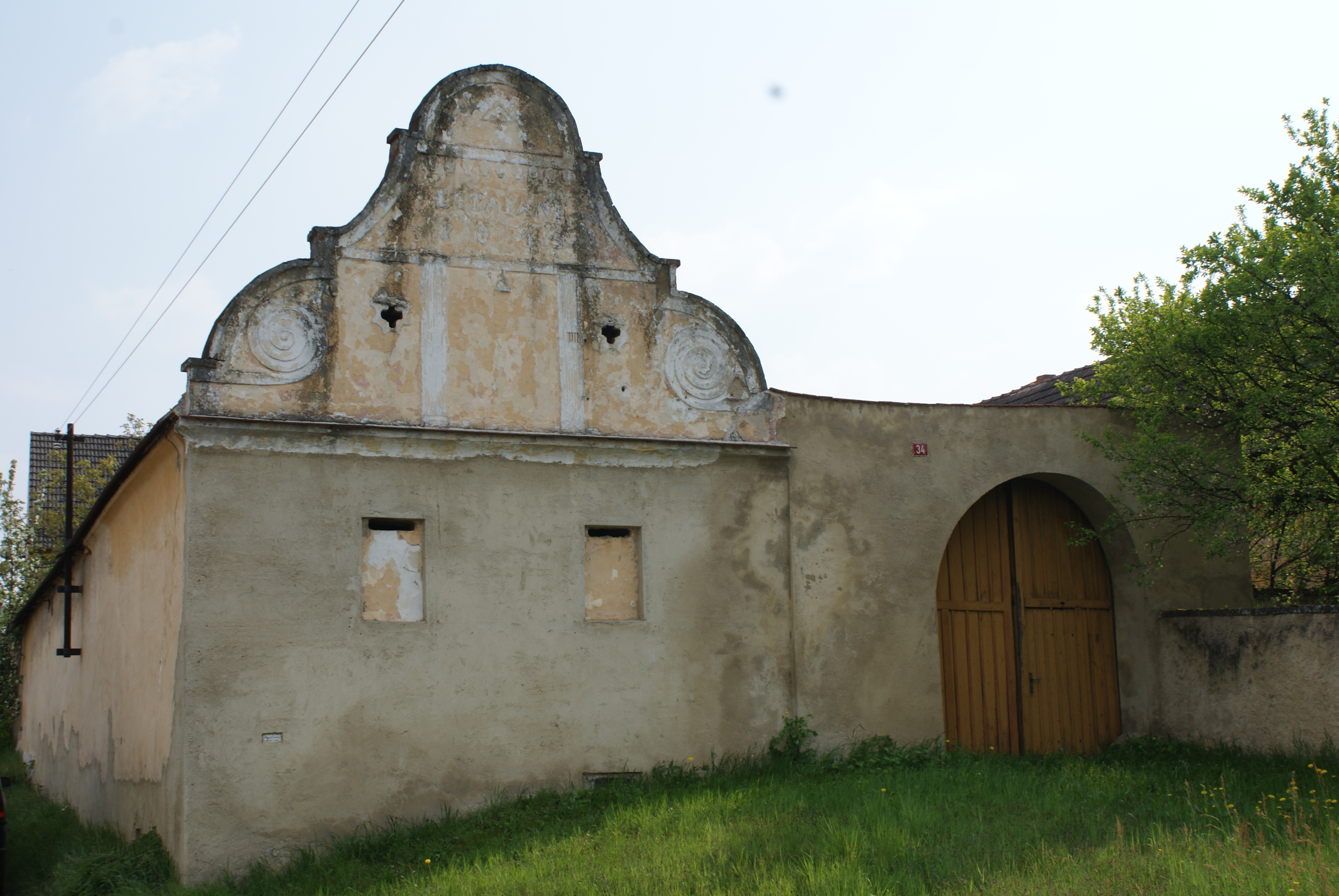
Dům na návsi
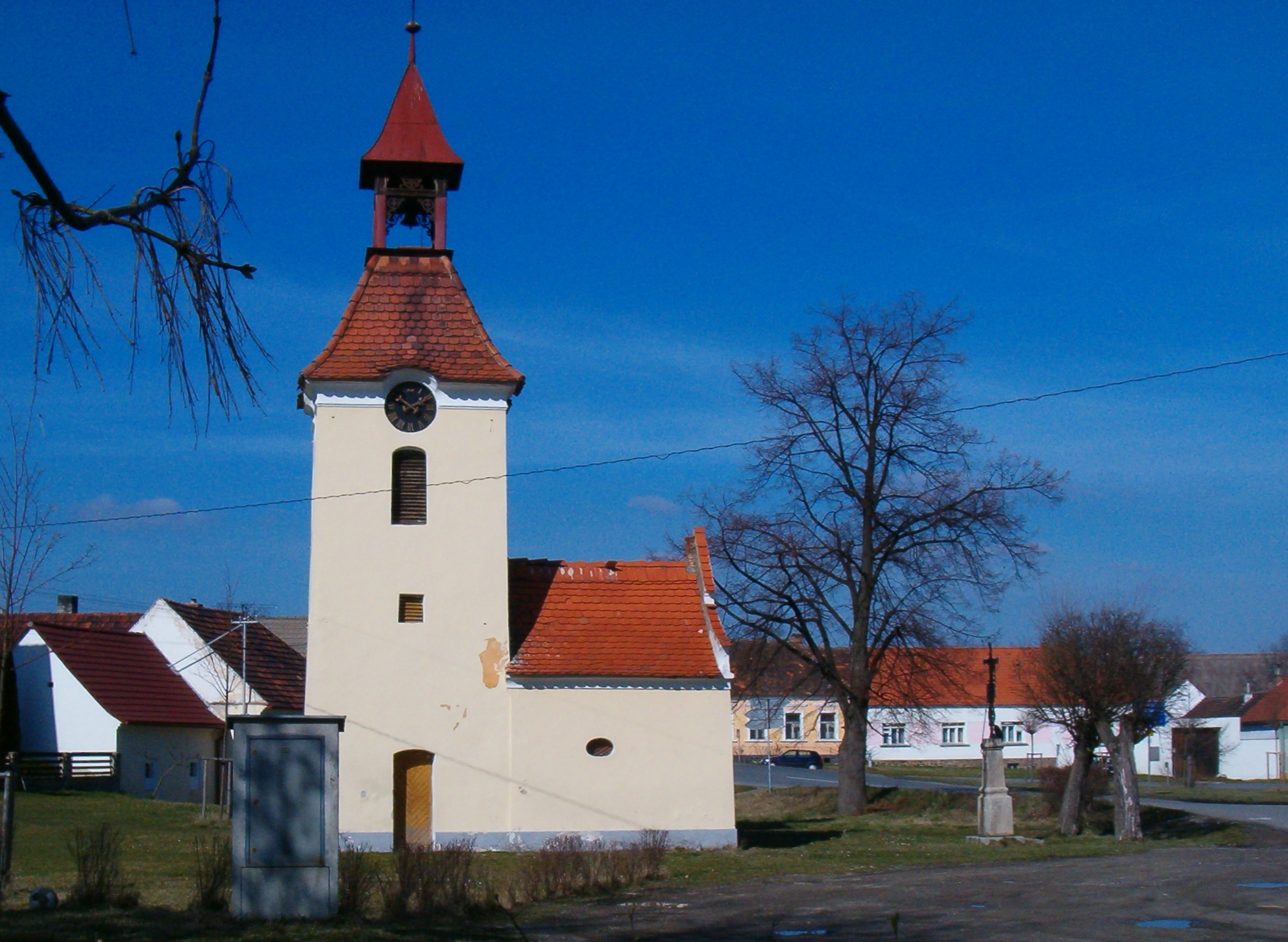
Kostelík na návsi